# خزعة الرئة
الخُزعة الرئويّة؛ هي إجراءٌ تداخليّ يُجرى لتشخيص أمراض الرّئة بِبَضعِ قطعةٍ صغيرةٍ من الرئّة وأخذها لتُفحَص مجهرياً. بالإضافة للفحص المجهريّ لِشكل الخلية وبنيتها، يمكن تطبيق بعض الصبغات الخاصة والاستنبات الخلويّ (cultures) على القطعة المأخوذة من الخِزعة.

## الأنواع
يمكن إجراء الخزعة الرئويّة عن طريق الجلد (تتخلل الجلد) عادةً تُجرى بتوجيه الأشعة المقطعية، أو عن طريق تنظير القصبات باستخدام التوجيه بالموجات فوق الصوتية، أو عن طريق الجراحة، إما مفتوحة وإما جراحة صدرية تنظيرية مدعومة بالفيديو (VATS).[بحاجة لمصدر]

## دواعي الإجراء
إجراء خزعة الرّئة يلزم عند ملاحظة آفة رئويّة مثيرة للشّك بوجود سرطان رئة، أو عندما لا يمكن تمييز السرطان عن مرض آخر؛ مثل داء الرشاشيات.
تُعين خِزعة الرِّئة أيضاً في تشخيص مرض الرئة الخلاليّ.

## المخاطر
أي نهج لإجراء الخزعة الرئوية قد يؤدي إلى استرواح الصدر (انكماش الرئتين او الصدر المثقوب)، أما الحذر في التقنية فيحدَّ من هذه المخاطر التي تتراوح من أقل من 1٪ إلى نحو 10٪. تعتمد دقة خطر استرواح الصدر على التقنية، وعلى مرض الرئة الأساسي؛ حيث يمكن أن تزيد بعض أمراض الرّئة مثل مرض داء الانسداد الرئوي المزمن (COPD) الخطر في حدوث استرواح الصدر. في بعض الأحيان يتطلّب علاج الاسترواح الصدري استعمال أنبوب صدريّ.[بحاجة لمصدر]
يمكن أن يكون النَّزيف مُهدّداً للحياة، ويمكن أن يَحدثَ بنسبة من 1 إلى 4٪. في حالات نادرة؛ يمكن أن يصاب أحد الشرايين بين الاضلاع (الشرايين الوربية) عند ثَقب إبرة الخزعة في الظهر. بسبب الاختلافات في مسار الشريان في أول 6 سم من العمود الفقري عند خروجه من أوعية خط الوسط، مثل: الجذع الضِّلعي الرَّقبي للشريان تحت الترقوة والأبهر الصدريّ النازل. هناك فرصة أكبر لانحراف الشريان عن مساره المعتاد نحو الأخدود أسفل الأضلاع (الأخدود تحت الضلع)، للأضلاع القريبة من الرأس. لذلك؛ عادةً ما يُتحرى تَجنّب الآفات القريبة من الجزء الخلفي من الرئتين، ويجب أن يكون الثقب بالقرب من الهامش العلوي للأضلاع قدر المستطاع أثناء الخَزع.